# Digitale Kinokamera

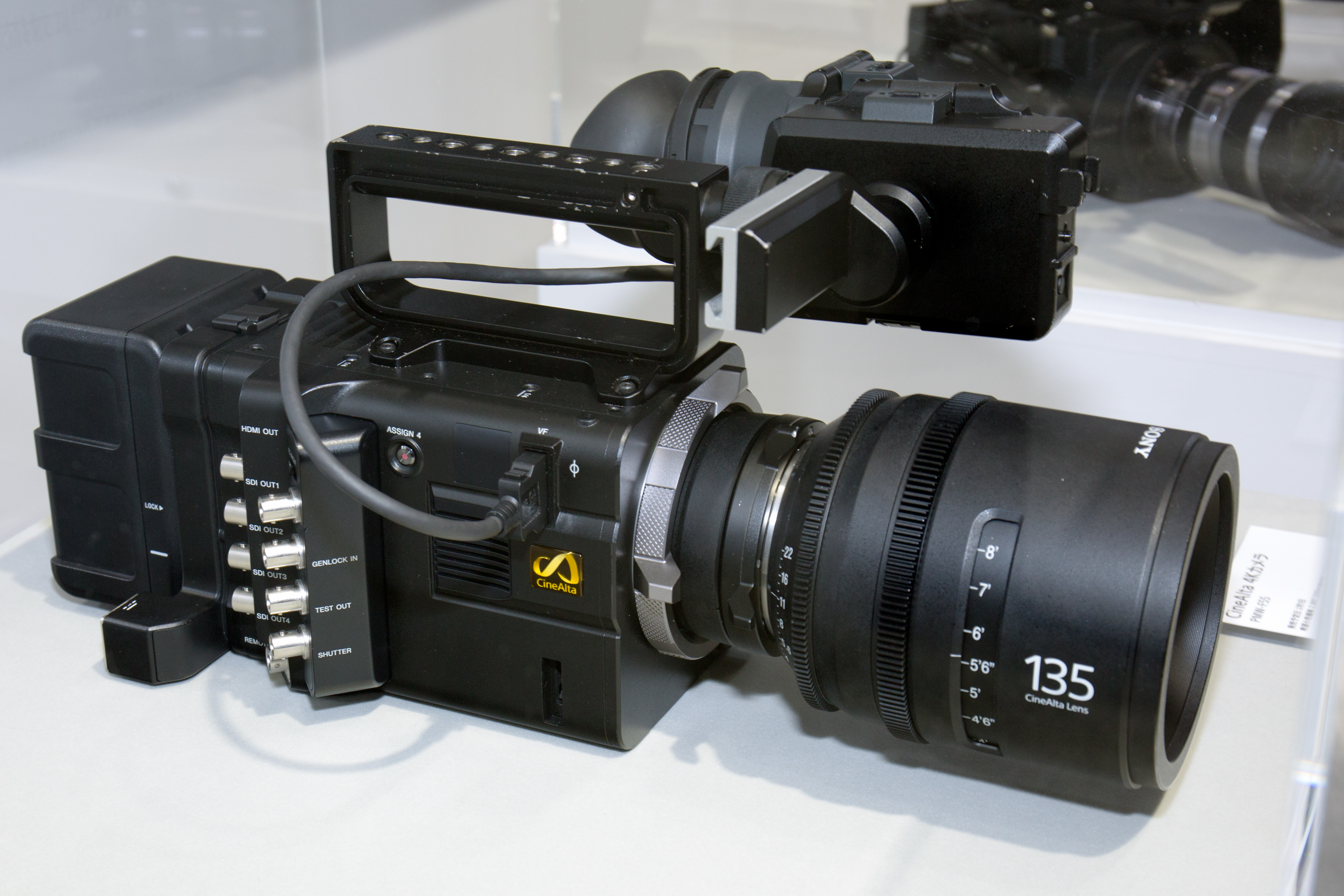
Sony F55 – Kinokamera

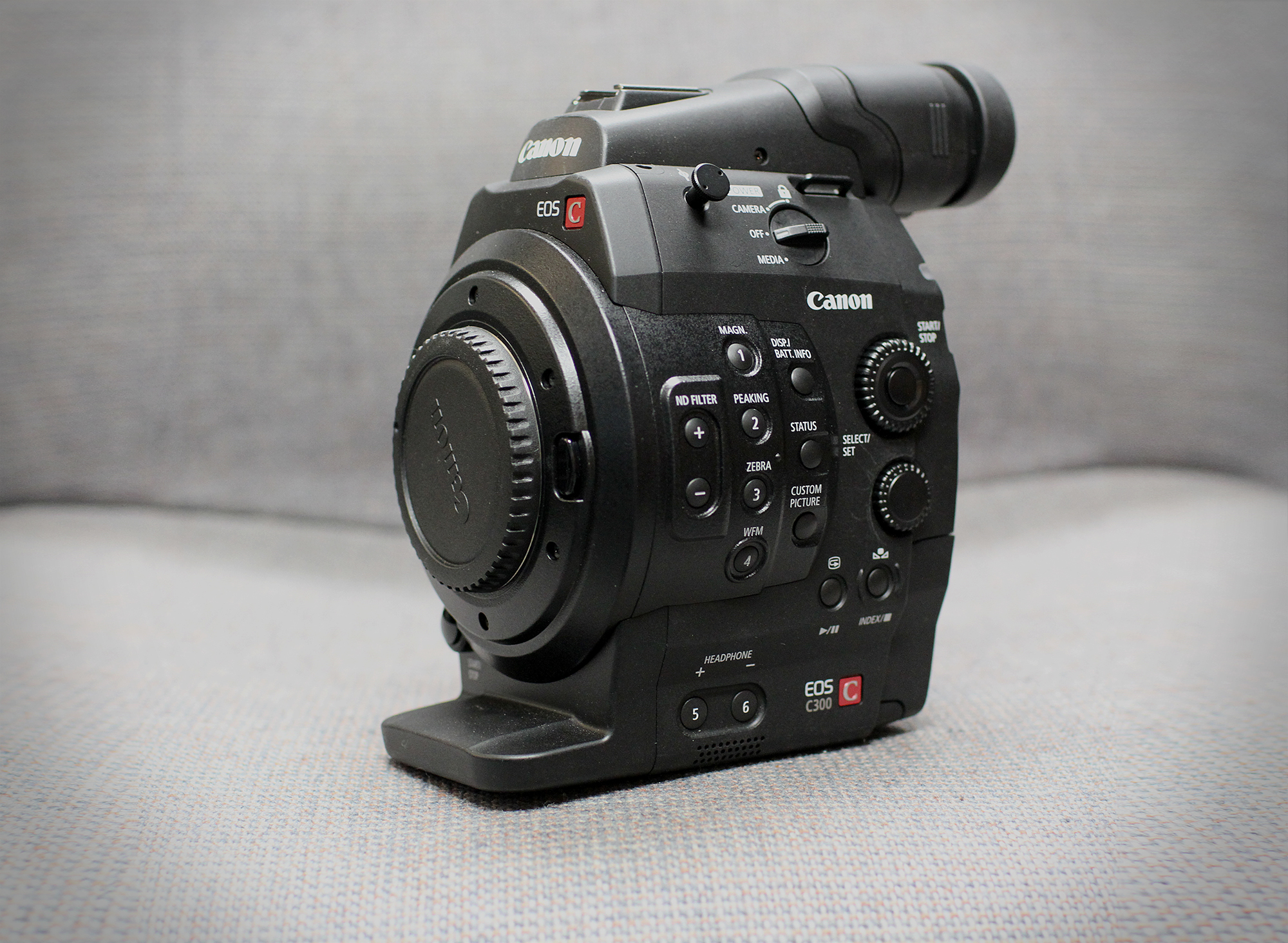
Canon C300 – Kamera

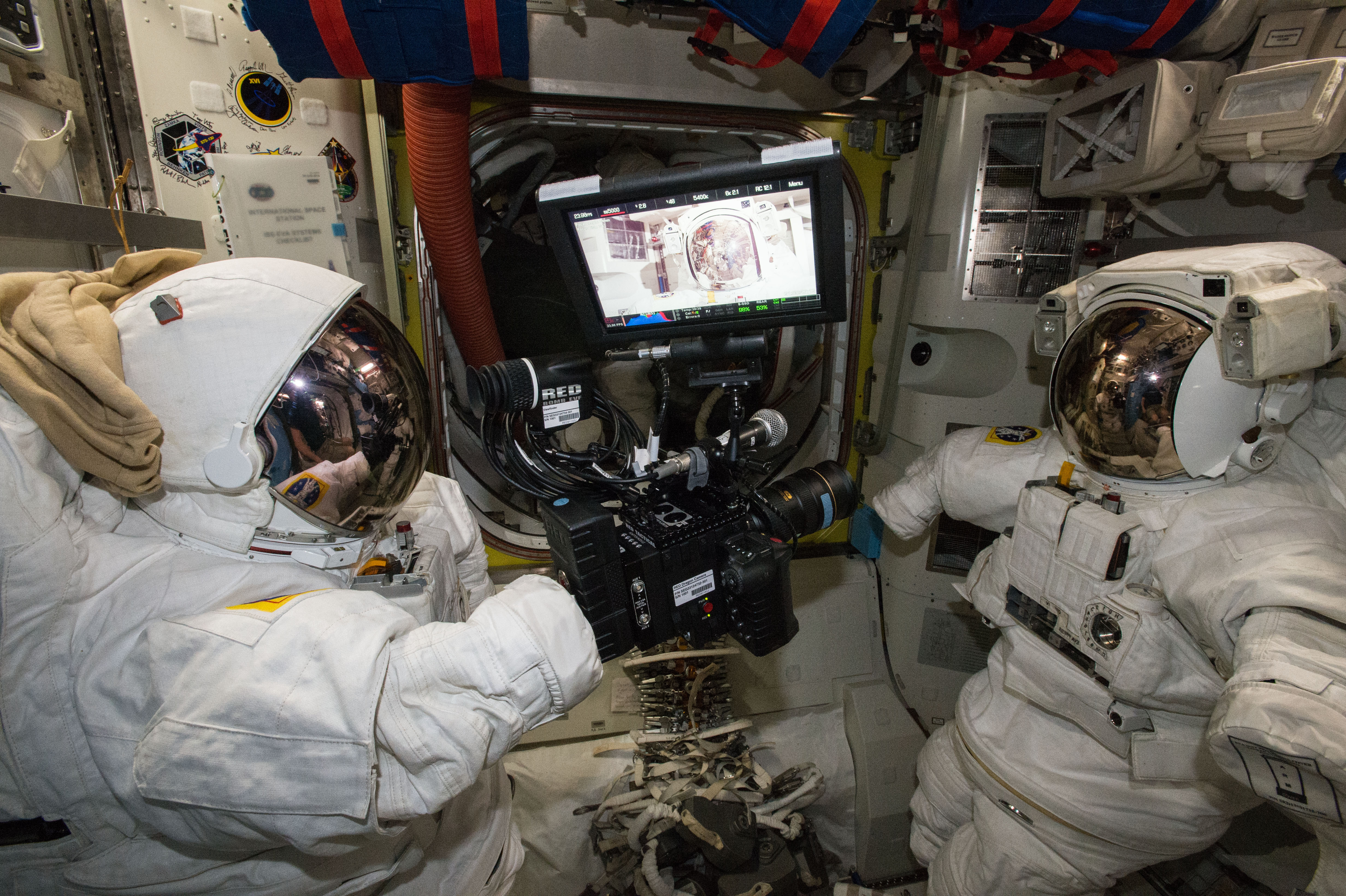
Red Epic Dragon im Weltraum

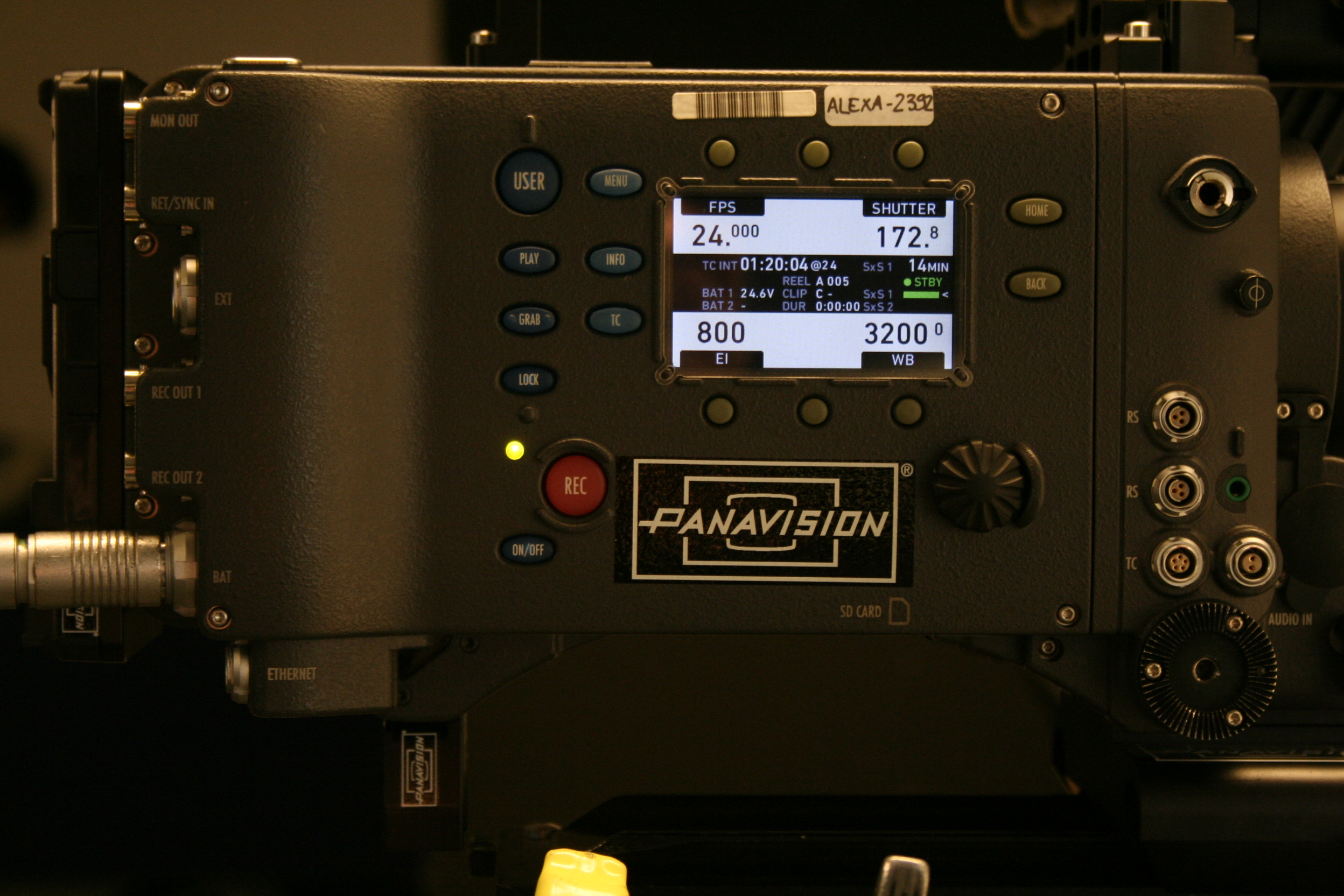
„Panavized“ Arri Alexa

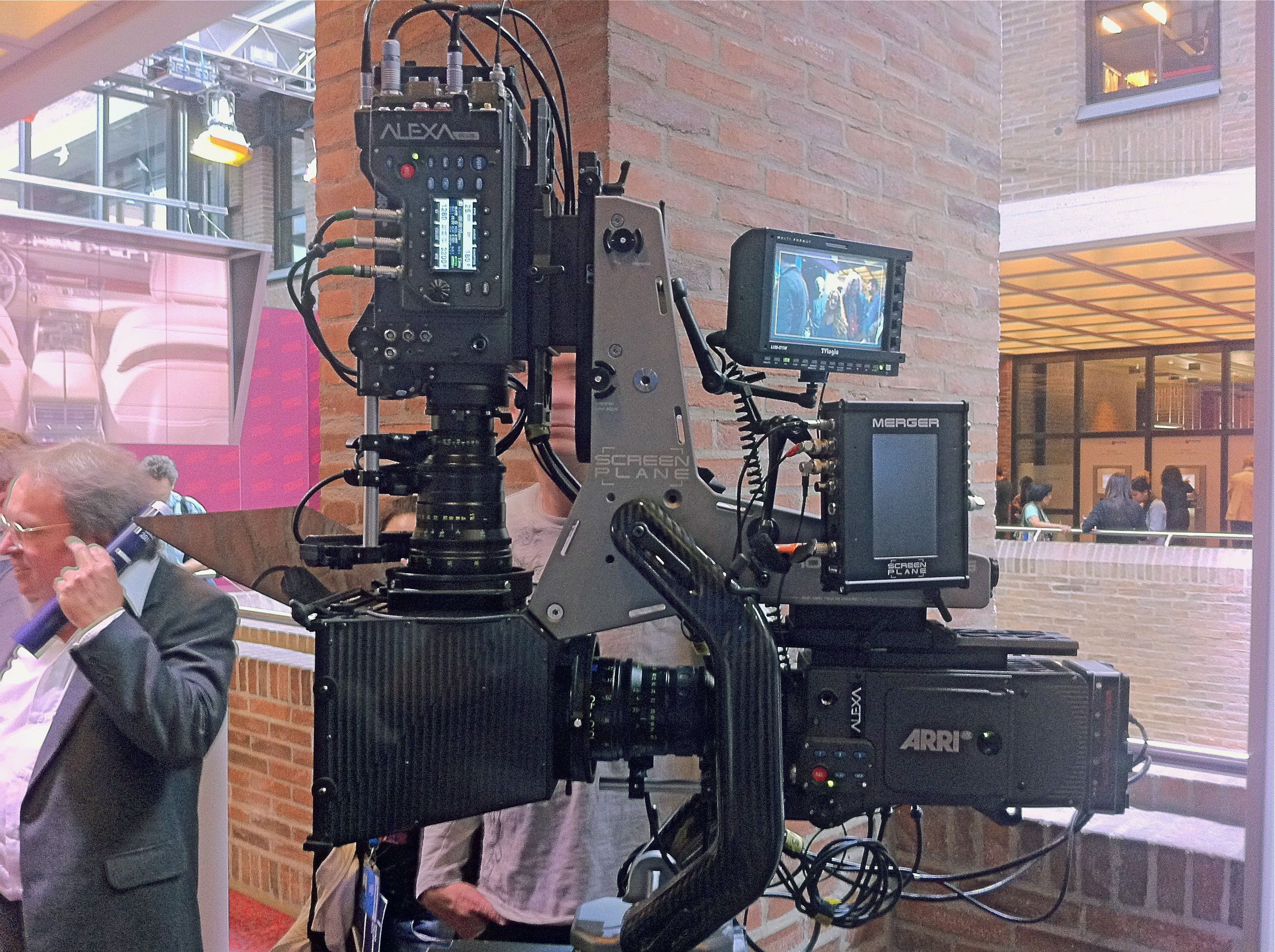
2 Arri Alexa als 3D-Setup

Digitale Kinokameras sind professionelle, hochwertige digitale Videokameras für Filmaufnahmen und werden bei allen Arten von Filmproduktionen eingesetzt. Sie kommen etwa seit Beginn der 2000er Jahre zunehmend als Ergänzung oder Ersatz für herkömmliche, d. h. mit analogem, fotografischem Filmmaterial arbeitende 16-mm- oder 35-mm-Filmkameras zum Einsatz. Anstelle von herkömmlichem Filmmaterial setzen diese Kameras elektronische Bildsensoren und digitale Speichermedien zur Bildaufzeichnung ein. Die Angaben 16 mm oder 35 mm dienen bei digitalen Kinokameras ebenso wie bei den herkömmlichen mechanischen, analogen Filmkameras zur Kennzeichnung der belichteten Fläche und sind in der Regel mit den entsprechenden Objektiven der Filmkameras kompatibel.

## Auflösungsvergleich beim Seitenverhältnis 16:9
Die folgende Grafik zeigt einen Auflösungsvergleich verschiedener Systeme:
- SD-Auflösung
- 1080p-Auflösung (vormals gängige HDTV-Auflösung im Consumer-Bereich)
- 4K-UHD-Auflösung (Arri Alexa SXT, Sony F65/F55, Canon C700/C500/C300Mk2, Panasonic Varicam sowie gängige HDTV-Auflösung im Consumer-Bereich)
- 8K UHD (Red Weapon Vistavision, Red Helium)

## Einsatzgründe (pro und contra)
Auch wenn, insbesondere in Deutschland, noch viel Unsicherheit und kontroverse Diskussionen hinsichtlich der digitalen Kinoproduktion existieren, sind doch Pro und Contra leicht zu trennen.
Die Bedenken bei der Transformation von chemisch-mechanischen Methoden hin zu digitalen sind klassische Kritik ähnlich wie beispielsweise beim Übergang von der traditionellen Fotografie zur elektronischen, vom Tonband zum Hard-Disk-Rekorder, vom Bleisatz zu Desktop-Publishing, von der Rillenschallplatte zur Compact Disc usw.
Die Hauptgründe für den Einsatz von digitaler Kinoproduktion sind
- Sofortige Prüfung des Ergebnisses am Drehort. Bei der Aufzeichnung auf Negativ kann erst nach der Entwicklung und Abtastung überprüft werden, ob die Aufnahmen technisch und inhaltlich einwandfrei sind.
- Geräuschentwicklung. Analoge Filmkameras verursachen aufgrund des sich bewegenden Filmmaterials eine bisweilen deutliche Geräuschentwicklung, was bei Tonaufnahmen sehr störend sein kann.
- Größere Produktionssicherheit. Digitale Daten können sofort dupliziert werden.
- Effizienterer Workflow. Bestimmte Arbeitsschritte entfallen ganz (Filmabtastung) oder rücken zeitlich näher zusammen (Videomuster sind unter Umständen bereits am Set verfügbar).
- Senkung der Aufnahmekosten. Filmnegativ als Rohmaterial ist im Vergleich zu Videobändern relativ teuer. Gleiches gilt für die Weiterverarbeitung (Entwicklung, Video-Abtastung, Kopierung, Schnitt usw.).
- Längere Laufzeit. Aufgrund der endlichen Rollenlänge sind Aufnahmen auf Negativmaterial zeitlich begrenzt. Bei Aufnahmen auf 35-mm-Negativ lassen sich beispielsweise Aufnahmezeiten ohne Unterbrechung von ca. 11 Minuten (4-Perf) bis zu 22 Minuten (2-Perf) realisieren. Bei der digitalen Aufzeichnung sind deutlich höhere Aufnahmezeiten von bis zu 50 Minuten möglich (zum Beispiel mit dem Sony SRW-1 Fieldrecorder). In der Praxis sind noch längere Zeiten üblich, vor allem auf Festplatten, und werden oft eingesetzt, insbesondere für Dokumentationen. Die 2008 und 2009 meistverkaufte 35-mm-Kamera bspw. ist digital und bietet derzeit 320 Minuten in 4K- und rund 1200 Minuten in 2K-Auflösung ununterbrochene Aufzeichnungskapazität pro digitalem Magazin.
- Archivierung. Während Filmmaterial weder verlustfrei umkopiert noch absolut sicher als Original auf Dauer an verschiedenen Orten parallel gesichert werden kann, ermöglichen digitale Kinokameras (wie alle digitalen Datensysteme) ein unendlich oft identisch kopierbares und räumlich dezentral gleichzeitig verwahrbares Master. Alterungsprozesse des Trägermaterials, bei chemischem Film unvermeidbar, gibt es bei digitalem Material in dieser Form nicht. Weiterhin können Originale digitaler Aufzeichnung auch Dritten zugänglich gemacht werden, ohne das Original in Mitleidenschaft zu ziehen, was bei Film nicht möglich ist.
- Höherer Kontrastumfang; Spezialkameras wie bspw. die Spheron HDRv bieten 20 Blenden Helligkeitsumfang, erheblich mehr als typisches 35-mm-Filmnegativ.

Der Hauptgrund gegen den Einsatz von digitalen Kinokameras ist die andere Bildästhetik. Viele namhafte Regisseure und Kameraleute bevorzugen nach wie vor den „Look“ vom analogen Filmmaterial gegenüber Digitalbildern. Auch wenn die technische Bildqualität moderner Digitalkameras mittlerweile sogar den analogen Film übertrifft, so können sie aber nicht die Ästhetik von chemischem Film gänzlich nachstellen. Digitalkameras werden von vielen als „zu sauber“ wahrgenommen. Berühmte Regisseure, die aus diesem Grund nach wie vor ausschließlich auf analogem Film drehen, sind Steven Spielberg, Christopher Nolan und Quentin Tarantino.
Oft angemerkt wird, dass in der Praxis digital häufig deutlich mehr Material gedreht wird, da die Kosten und die Arbeitsunterbrechung beim Materialwechsel vernachlässigbar sind. Dies begrüßen manche Filmschaffende, bspw. Dokumentarfilmer, oft, wobei allerdings mehr gedrehtes Material nicht nur einen Vorteil darstellen kann: Zwar kann gegebenenfalls die eine wichtige Aufnahme digital aufgezeichnet sein, mehr Material bedeutet meist jedoch auch erhöhte Kosten in der Postproduktion.

## Anbieter und Marktsituation
Die Geschäftsmodelle der Kamerahersteller unterscheiden sich deutlich. Panavision vermietet seine eigene Millennium DXL-Kamera sowie von ihnen modifizierte digitale Kameras von anderen Herstellern (Arri, Sony) ausschließlich über eigene Rentalhäuser. Arri, Sony, RED Digital Cinema und Canon verkaufen ihre Kameras.
Sony, die im Jahr 2000 als erstes den Markt betraten und außerdem an der Entwicklung der Panavision Genesis beteiligt waren, spielen heutzutage bei Kinofilmen eine eher untergeordnete Rolle. Der Großteil aller digitalen Kinofilme wird auf digitalen Kameras von Arri oder RED gedreht. Sonys aktuelle Flaggschiff-Kamera, die F65, hat bei den großen Hollywood Blockbustern bis auf die Filme Oblivion und After Earth wenig Referenzen vorzuweisen. Sonys günstigere CineAlta-Kameras werden jedoch auch gerne von semiprofessionellen Anwendern eingesetzt und sind auf diesem Markt sehr erfolgreich.
Das 2005 in den Markt eingetretene Start-up-Unternehmen Red Digital Cinema Camera Company konnte sich sehr schnell am Markt etablieren. Schon ihre erste Kamera RED ONE konnte den ein oder anderen Hollywood Blockbuster einfangen (Pirates of the Caribbean – Fremde Gezeiten, Die Muppets, District 9). Mit der RED EPIC gelang ihnen aber der endgültige Durchbruch (Der Hobbit, Elysium, Pacific Rim, Der große Gatsby, The Amazing Spider-Man, Prometheus etc.) Gerade für 3D-Filme wird diese Kamera aufgrund der kompakten Größe sehr gerne eingesetzt.
Arri ist mit den digitalen Alexa-Kameras sehr erfolgreich am Markt. Der Großteil aller internationalen TV-Serien und TV-Spielfilme wird heutzutage auf Alexa-Kameras gedreht. Viele große Hollywood-Blockbuster der letzten Jahre wurden auf der Alexa gedreht (James Bond 007: Skyfall, The Avengers, Iron Man 3, Hugo, Gravity, World War Z, Thor – The Dark Kingdom und viele andere).
Aber auch im Werbebereich ist die Kamera sehr erfolgreich. Alle Filme, die bei den Academy Awards 2014 in der Kategorie Beste Kamera oder Bester Film nominiert sind, wurden auf digitalen oder analogen Arri-Kameras gedreht.
Panavision waren mit der (in Kooperation mit Mitbewerber Sony entwickelten) Genesis-Kamera schon früh im Digitalmarkt vertreten. Nachdem andere Hersteller aber nach ein paar Jahren modernere, leistungsstärkere Systeme auf den Markt brachten, wurde die Genesis komplett vom Markt verdrängt. Daraufhin gab es von Panavision lange keine eigene Kamera mehr und sie konzentrierten sich stattdessen darauf, die Kameras ihrer Mitbewerber zu verleihen. Seit 2017 hat Panavision mit der Millennium DXL  wieder eine eigene digitale Kinokamera im Angebot die ausschließlich exklusiv über ihrer eigenen Rentalhäuser zu mieten ist. Die Kamera wurde in Kooperation mit dem Mitbewerber Red Digital Cinema entwickelt.
Canon stieg im November 2011, nach dem großen Erfolg ihrer Spiegelreflexkameras mit Video-Funktion im Amateurbereich bzw. semiprofessionellen Bereich, ebenfalls in das Geschäft digitaler Kinokameras ein. Für Kinofilm und Serienproduktionen sowie Werbespots konnten sich die „Cinema Eos“ getauften Kameras jedoch nie wirklich als Hauptkameras etablieren. Dafür sind sie jedoch als Dokumentarfilmkamera oder als EB-Spezialkamera (mit geringer Tiefenschärfe) und bei semiprofessionellen Anwendern sehr erfolgreich.

## Moderne digitale Kinokameras
Die aufgeführten digitalen Kinokameras stellen über 95 Prozent des aktuellen Marktes dar.
Das Kriterium für die Aufnahme in die Tabelle:
- Nutzung durch mehrere namhafte Regisseure als A-Kamera für internationale große Filmproduktionen in der aktuellen Zeit/Marktsituation

Spezialkameras (zum Beispiel High-Speed-Kameras, Consumer-Cameras, DSLRs etc.) werden der Übersichtlichkeit halber nicht aufgeführt.
| Hersteller | Modell           | Sensorgröße  | maximale Auflösung | Sensorauslesung (kürzer ist besser) | Bildwiederhol- raten              | Format              | Kontrastumfang | Empfindlichkeit        | Gewicht (Body Only) | seit |
| ---------- | ---------------- | ------------ | ------------------ | ----------------------------------- | --------------------------------- | ------------------- | -------------- | ---------------------- | ------------------- | ---- |
| Sony       | Venice 2         | Large Format | 8,6K               | Rolling Shutter (<3ms)              | max.: 30fps (8,6K), 48 fps (5,8K) | X-OCN XT, ST, LT    | 12 Blenden     | ISO 800 & 3200 (nativ) | 4,3 kg              | 2021 |
| Sony       | Burano           | Large Format | 8,6K               | Rolling Shutter (18,9ms)            | max.: 30fps (8,6K), 60 fps (5,8K) | X-OCN LT, XAVC H    | 12 Blenden     | ISO 800 & 3200 (nativ) | 2,4 kg              | 2023 |
| Arri       | Alexa 265        | 65mm         | 6,5K               | Rolling Shutter                     | max.: 60 fps                      | ARRIRAW             | 15 Blenden     | ISO 800 (nativ)        | 3,3 kg              | 2024 |
| Arri       | Alexa LF         | Large Format | 4,5K               | Rolling Shutter (7,4ms)             | max.: 90 fps                      | ARRIRAW / ProRes    | 14 Blenden     | ISO 800 (nativ)        | 7,8 kg              | 2018 |
| Arri       | Alexa Mini LF    | Large Format | 4,5K               | Rolling Shutter (7,4ms)             | max.: 40fps                       | ARRIRAW / ProRes    | 14 Blenden     | ISO 800 (nativ)        | 2,7 kg              | 2019 |
| Arri       | Alexa 35         | 4:3 Super35  | 4,6K               | Rolling Shutter (7,9ms)             | max.: 120 fps                     | ARRIRAW / ProRes    | 17 Blenden     | ISO 800 (nativ)        | 2,9 kg              | 2022 |
| Red        | V-Raptor XL (X)  | Large Format | 8K                 | Global Shutter                      | max. 120 fps                      | Red RAW / ProRes    | 13 Blenden     | ISO 800 (nativ)        | 3,6 kg              | 2023 |
| Red        | V-Raptor X       | Large Format | 8K                 | Global Shutter                      | max. 120 fps                      | Red RAW / ProRes    | 13 Blenden     | ISO 800 (nativ)        | 1,8 kg              | 2023 |
| Red        | Komodo-X         | 16:9 Super35 | 6K                 | Global Shutter                      | max. 80 fps                       | Red RAW / ProRes    | 12 Blenden     | ISO 800 (nativ)        | 1,2 kg              | 2024 |
| Canon      | C500 Mark II     | Large Format | 5,9K               | Rolling Shutter (15,8ms)            | max. 60 fps                       | RAW, XF-AVC         | 13 Blenden     | ISO 850 (nativ)        | 1,7 kg              | 2019 |
| Canon      | C300 Mark III    | 16:9 Super35 | 4K                 | Rolling Shutter (15,6ms)            | max. 120 fps                      | RAW, ProRes, XF-AVC | 13 Blenden     | ISO 850 (nativ)        | 1,7 kg              | 2020 |
| Panavision | Millennium DXL 2 | Large Format | 8K                 | Rolling Shutter                     | max. 60 fps                       | Red RAW / ProRes    | 14 Blenden     | ISO 800 (nativ)        | 4,5 kg              | 2018 |

## Künstler und Pioniere
Der Einsatz von digitaler Bewegtbildproduktion wird oft von Kameramännern, Regisseuren und Produzenten vorangetrieben. Neben weniger bekannten Filmschaffenden und unabhängigen Produktionsfirmen nutzen zahlreiche namhafte Vertreter digitale Kinokameras, zum Beispiel:
- Alex Proyas: Knowing – Die Zukunft endet jetzt
- Wachowski-Geschwister: Speed Racer
- Anthony Dod Mantle: Slumdog Millionär
- Anthony Hopkins: Slipstream
- Bryan Singer: Superman Returns (erster Spielfilm, der die Digitale Kinokamera Genesis Digital Camera System von Panavision verwendete)
- Danny Boyle: Slumdog Millionär
- David Fincher: Zodiac – Die Spur des Killers, Der seltsame Fall des Benjamin Button, The Social Network
- David Lynch: Inland Empire
- David Zucker: Scary Movie 4
- Doris Dörrie: Kirschblüten – Hanami
- Doug Liman: Jumper
- Francis Ford Coppola: Jugend ohne Jugend
- Frank Coraci: Klick (zweiter Spielfilm, der die Digitale Kinokamera Genesis Digital Camera System von Panavision verwendete)
- Frank Miller: The Spirit
- George Lucas: Star Wars: Episode II und III
- Guy Ritchie: Rock N Rolla
- Hans Weingartner: Free Rainer – Dein Fernseher lügt
- Jamie Blanks: Long Weekend
- James Cameron: Die Geister der Titanic, Aliens of the Deep, Avatar – Aufbruch nach Pandora
- Jean-Jacques Annaud: Zwei Brüder
- Joe Dante: The Hole – Wovor hast Du Angst?
- Jörg Widmer: Buena Vista Social Club
- Lars von Trier: Dogville, Manderlay, Antichrist
- Lee Tamahori: Next
- Martin Scorsese: Shine a Light, Hugo Cabret
- Mel Gibson: Apocalypto
- Michael Mann: Miami Vice, Collateral
- Michael Moore: Bowling for Columbine
- Peter Greenaway: Nightwatching
- Peter Jackson: Crossing the line (Kurzfilm, erster Film, der die Red-One-Kamera verwendete)
- Peter Segal: Get Smart
- Pitof: Vidocq
- Rob Minkoff: The Forbidden Kingdom
- Robert Altman: Robert Altman’s Last Radio Show, The Company – Das Ensemble
- Robert Luketic: 21
- Robert Rodriguez: Sin City, Planet Terror
- Roland Emmerich: 2012
- Sidney Lumet: Tödliche Entscheidung – Before the Devil Knows You’re Dead
- Steven Soderbergh: Che – Revolución, Che – Guerrilla, Der Informant!
- Sylvester Stallone: Rocky Balboa
- Tim Burton: Corpse Bride – Hochzeit mit einer Leiche
- Tony Scott: Déjà Vu – Wettlauf gegen die Zeit
- Wim Wenders: Buena Vista Social Club
- Wolfgang Becker, Hans Weingartner etc.: Deutschland 09

Die sechs Filmemacher James Cameron, Robert Zemeckis, David Lynch, Jean-Jacques Annaud, Tim Burton und Anthony Dod Mantle nutzten spezielle Vorteile der digitalen Kinoproduktion und demonstrierten damit deren vielseitige Einsetzbarkeit. Annaud mischte 35-mm-Film und HDCAM. Burton produzierte mit einer äußerst günstigen digitalen Spiegelreflexkamera Animation und James Cameron machte Unterwasser-3-D-Aufnahmen. David Lynch produzierte mit einer digitalen Kleinkamera. Robert Zemeckis produziert seine Filme mit Motion Capture. Anthony Dod Mantle produzierte mit dem besonders kompaktem Kamerakopf der SI-2K von P+S Technik authentische Bilder realer Szenen auf Mumbais Straßen.

## Verbreitung und Perspektive
Seit 2007 ist die Mehrheit aller verkauften, seit 2008 die Mehrheit aller gelieferten 35-mm-Kameras digital. 2009 wurde erstmals der Oscar für die beste Kameraarbeit an einen größtenteils mit digitalen Kinokameras gedrehten Film vergeben. 2010 schließlich wurde ein mit digitalen Kinokameras gedrehter Film, Avatar, der einspielstärkste Film in der Kinogeschichte. Bei Neuverkäufen übertreffen digitale Kinokameras mechanische Kameras inzwischen erheblich, insbesondere im 35-mm-Segment.
2011 beendeten die beiden wichtigsten Filmkamerahersteller, Arri und Panavision, die Serienfertigung von Filmkameras. Beide fertigen nun nur noch digitale Kinokameras, im Verleih gibt es jedoch bei beiden noch mechanische Kameras.
In den Kinos ist die Verdrängung von Film durch digitale Wiedergabe inzwischen fast so weit fortgeschritten wie in der Fotografie, über 99 % aller verkauften Projektoren sind digital, und auch die Mehrzahl der bestehenden Kinos sind entweder bereits auf digitale Projektion umgestellt oder befinden sich derzeit in der Umrüstung.